# Ochtezeele
Ochtezeele é uma comuna francesa na região administrativa de Altos da França, no departamento do Norte. Estende-se por uma área de 5.58 km². Em 2010 a comuna tinha 388 habitantes (densidade: 69,5 hab./km²).